# كالي آلتو
كالي آلتو (بالفنلندية: Kalle Aalto)‏ هو سياسي فنلندي، ولد في 22 فبراير 1884 في فنلندا، وتوفي بنفس المكان في 14 ديسمبر 1950. حزبياً، نشط في الحزب الاشتراكي الديمقراطي الفنلندي. وقد انتخب عضو برلمان فنلندا ‏.